# گایوس ژولیوس سزار دوم
گایوس ژولیوس سزار دوم پدربزرگ ژولیوس سزار و پدر گایوس ژولیوس سزار بود. پدر وی نیز شاید گایوس ژولیوس سزار یکم باشد.
وی نسبتاً ناشناخته است. او ممکن است همان ژولیوس سزاری باشد که هنگام پرائتور اوربانوس مرد.
این مشخص است که نام مادربزرگ پدری ژولیوس سزار مارکیا است ولی از پدربزرگ پدری اش اطلاعاتی نیست.
گایوس و مارکیا حداقل سه فرزند داشتند: گایوس ژولیوس سزار سوم (پدر ژولیوس سزار)، سکستوس ژولیوس سزار (کنسول در ۹۱ پیش از میلاد و ژولیا که با گایوس ماریوس ازدواج کرد.

## شجره‌نامه‌ی سزارها
- شجره نامه: